# Фортебраччо, Никколо
Никколо Фортебраччо (итал. Niccolò Fortebraccio), также известный как Никколо делла Стелла (итал. Niccolò della Stella; 1389, Сант-Анджело-ин-Вадо, Папское государство — 23 августа 1435, Фьордимонте, Папское государство) — аристократ из дома Фортебраччи, граф Монтоне, сеньор Ассизи, Читта-ди-Кастелло, Читта-делла-Пьеве, Монтефьясконе, Сансеполькро, Тиволи и Ветраллы.
Гонфалоньер церкви. Кондотьер на службе у Флорентийской республики, Папского государства и Миланского герцогства.

## Биография
Родился в Сант-Анджело-ин-Вадо в 1389 году. Он был сыном некоего Якопо, аптекаря в Сант-Анджело-ин-Вадо, и Стеллы Фортебраччо, сестры кондотьера Браччо да Монтоне. Никколо взял фамилию матери Фортебраччо.
В 1426 и 1429 годах находился на службе у Флорентийской республики. Направленный в 1430 году в поход против городов Вольтерра и Лукка, вместе с Гвидантонио да Монтефельтро, потерпел поражение от Никколо Пиччинино. В следующем 1431 году поступил на службу к римскому папе Евгению IV, который назначил его гонфалоньером церкви и приказал отвоевать Читта-ди-Кастелло, однако Никколо не смог взять город. В 1432 году Евгений IV присвоил ему титул сеньора Сансеполькро.
Поступив на службу к герцогу Милана, в 1433 году Никколо выступил во главе миланцев против Рима и в августе того же года атаковал Мильвийский мост, вместе с другими противниками римского папы Евгения IV. Против него был послан Джованни Вителлески, которому пришлось отступить, чтобы подавить восстание в Романье, и Никколо смог взять город Тиволи. Он также захватил город Ассизи, после чего женился на Людовике да Баттифолле.
В этот момент против Никкола образовалась лига под командованием Франческо Сфорца. 15 августа 1435 года Никколо победил и взял в плен Леоне Сфорца, но уже 23 августа Алессандро Сфорца победил его при осаде Фьордимонте, недалеко от Камерино. Отступая со своими солдатами, Никколо упалпри попытке перепрыгнуть канаву и придавлен упавшей лошадью. Здесь он был смертельно ранен Кристофоро да Толентино ударом рапиры, проникшим ему в голову через глаз, и спустя два часа умер, не сказав ни слова. Его тело было похоронено в Ассизи.

## Брак и потомство
31 августа 1434 года Никколо Фортебраччо женился на Людовике да Баттифолле, дочери Франческо, графа Поппи, от которой у него родился единственный сын Браччо Веккьо, также ставший кондотьером.